# Ciclismo Cup 2017
La Ciclismo Cup 2017 è stata l'11ª edizione (la 1ª con la nuova denominazione) della Ciclismo Cup, circuito ciclistico nazionale italiano, organizzato dalla Lega del Ciclismo Professionistico. La manifestazione, costituita da 16 prove, si è aperta il 5 febbraio 2017 con il GP Costa degli Etruschi e si è conclusa il 5 ottobre 2017 con la Milano-Torino.
Il circuito prevedeva tre classifiche, due individuali (assoluta e giovani Under-25) ed una a squadre, vinte rispettivamente da Diego Ulissi, Egan Bernal e dall'Androni-Sidermec-Bottecchia. Come da regolamento quest'ultima, mediante tale successo, ha ottenuto in premio la wild card per poter partecipare al Giro d'Italia 2018.

## Nuovo format
Nel febbraio 2017, con l'avvento della nuova stagione sportiva, il presidente della Lega del Ciclismo Professionistico Enzo Ghigo ha reso noti gli accordi riguardanti la Coppa Italia di ciclismo e il cambio di denominazione. Nel concreto la Lega Professionisti ha ceduto i diritti di produzione, distribuzione e commercializzazione della Ciclismo Cup a PMG Sport di Scandiano (RE), azienda con la quale è stato condiviso l'obiettivo di innovare il modo di raccontare il ciclismo sulle piattaforme televisive, web e social. Oltre ad una classica distribuzione sui canali televisivi italiani (Rai Sport, Bike Channel) ed europei, la visione delle corse della Ciclismo Cup 2017 è stata resa accessibile agli appassionati di tutto il mondo, grazie al simulcast multipiattaforma, che ha permesso di vivere in diretta prima, e on demand poi, il racconto delle corse nel web e nei canali social.

## Squadre
Le squadre che vi partecipano sono cinque:
- Androni-Sidermec-Bottecchia
- Bardiani-CSF
- Nippo-Vini Fantini
- UAE Team Emirates (UAE Abu Dhabi fino al 20 febbraio)
- Wilier Triestina-Selle Italia

## Calendario
Gli organizzatori hanno inserito 16 prove.
| Corsa | Data            | Evento                              | Cat. | Vincitore         | Squadra           | Leader della Cl. italiana | Squadra leader della Cl. italiana |
| ----- | --------------- | ----------------------------------- | ---- | ----------------- | ----------------- | ------------------------- | --------------------------------- |
| 1     | 5 febbraio      | GP Costa degli Etruschi (2017)      | 1.1  | Diego Ulissi      | UAE Abu Dhabi     | Diego Ulissi              | UAE Abu Dhabi                     |
| 2     | 12 febbraio     | Trofeo Laigueglia (2017)            | 1.HC | Fabio Felline     | Italia            | Fabio Felline             | UAE Abu Dhabi                     |
| 3     | 5 marzo         | GP Industria e Artigianato (2017)   | 1.HC | Adam Yates        | Orica-Scott       | Francesco Gavazzi         | UAE Team Emirates                 |
| 4     | 23-26 marzo     | Settimana di Coppi e Bartali (2017) | 2.1  | Lilian Calmejane  | Direct Énergie    | Francesco Gavazzi         | Androni-Sidermec                  |
| 5     | 9 aprile        | Giro dell'Appennino (2017)          | 1.1  | Danilo Celano     | Amore & Vita      | Egan Bernal               | Androni-Sidermec                  |
| 6     | 17-21 aprile    | Tour of the Alps (2017)             | 2.HC | Geraint Thomas    | Team Sky          | Egan Bernal               | Androni-Sidermec                  |
| 7     | 16 luglio       | Trofeo Matteotti (2017)             | 1.1  | Sergey Shilov     | Lokosphinx        | Egan Bernal               | Androni-Sidermec                  |
| 8     | 13 settembre    | Coppa Agostoni (2017)               | 1.1  | Michael Albasini  | Svizzera          | Egan Bernal               | Androni-Sidermec                  |
| 9     | 14 settembre    | Coppa Bernocchi (2017)              | 1.1  | Sonny Colbrelli   | Bahrain-Merida    | Egan Bernal               | Androni-Sidermec                  |
| 10    | 16 settembre    | Memorial Marco Pantani (2017)       | 1.1  | Marco Zamparella  | Amore & Vita      | Egan Bernal               | Androni-Sidermec                  |
| 11    | 26-27 settembre | Giro della Toscana (2017)           | 2.1  | Guillaume Martin  | Wanty-Gobert      | Egan Bernal               | Androni-Sidermec                  |
| 12    | 28 settembre    | Coppa Sabatini (2017)               | 1.1  | Andrea Pasqualon  | Wanty-Gobert      | Egan Bernal               | Androni-Sidermec                  |
| 13    | 30 settembre    | Giro dell'Emilia (2017)             | 1.HC | Giovanni Visconti | Bahrain-Merida    | Egan Bernal               | Androni-Sidermec                  |
| 14    | 1º ottobre      | GP Bruno Beghelli (2017)            | 1.HC | Luis León Sánchez | Astana Pro Team   | Egan Bernal               | Androni-Sidermec                  |
| 15    | 3 ottobre       | Tre Valli Varesine (2017)           | 1.HC | Alexandre Geniez  | AG2R La Mondiale  | Diego Ulissi              | Androni-Sidermec                  |
| 16    | 5 ottobre       | Milano-Torino (2017)                | 1.HC | Rigoberto Urán    | Cannondale-Drapac | Diego Ulissi              | Androni-Sidermec                  |

## Classifiche
Risultati finali.
| Pos. | Corridore         | Squadra      | Punti |
| ---- | ----------------- | ------------ | ----- |
| 1    | Diego Ulissi      | UAE          | 238   |
| 2    | Egan Bernal       | Androni      | 210   |
| 3    | Marco Canola      | Nippo        | 194   |
| 4    | Mattia Cattaneo   | Androni      | 184   |
| 5    | Francesco Gavazzi | Androni      | 180   |
| 6    | Sonny Colbrelli   | Bahrain-Mer. | 178   |
| 7    | Fabio Aru         | Astana       | 172   |
| 8    | Vincenzo Nibali   | Bahrain-Mer. | 159   |
| 9    | Giovanni Visconti | Bahrain-Mer. | 147   |
| 10   | Gianni Moscon     | Sky          | 127   |

| Pos. | Corridore Under-25 | Squadra        | Punti |
| ---- | ------------------ | -------------- | ----- |
| 1    | Egan Bernal        | Androni-Sid.   | 210   |
| 2    | Gianni Moscon      | Sky            | 127   |
| 3    | Alberto Bettiol    | Cannondale     | 56    |
| 4    | Daniel Martínez    | Wilier Triest. | 43    |
| 5    | Simone Consonni    | UAE            | 36    |
| 6    | Cristian Rodríguez | Wilier Triest. | 34    |
| 7    | Davide Ballerini   | Androni-Sid.   | 26    |
| 8    | Matej Mohorič      | UAE            | 20    |
| 9    | Fausto Masnada     | Androni-Sid.   | 18    |
| 10   | Yonder Godoy       | Wilier Triest. | 13    |

| Pos. | Squadra                       | Punti |
| ---- | ----------------------------- | ----- |
| 1    | Androni-Sidermec-Bottecchia   | 588   |
| 2    | Wilier Triestina-Selle Italia | 423   |
| 3    | Nippo-Vini Fantini            | 417   |
| 4    | Bardiani-CSF                  | 292   |
| 5    | UAE Team Emirates             | 278   |